# Invaze (film, 2007)
Invaze (anglicky The Invasion) je film žánru sci-fi vytvořený podle scénáře Dava Kajganicha. Film měl být původně vytvořen podle filmu „Invasion of the Body Snatchers“ (Invaze zlodějů těl) z roku 1956. Film režíroval Oliver Hirschbiegel a hlavní role v něm ztvárnili Daniel Craig a Nicole Kidmanová. Produkovala jej společnost Warner Bros., která učinila zásahy do děje za použití přepisu určitých částí sourozenci Wachowskými a dále přetočením některých scén režisérem Jamesem McTeiguem.

## Děj
Vesmírná loď záhadně havaruje na Zemi, čímž započne nákaza lidí mimozemskou chorobou z vraku lodi. Psychiatrička Carol Bennell (Nicole Kidmanová) a její kolega Ben Driscoll (Daniel Craig) zjišťují, že transformace způsobená infekcí je spouštěna fází spánku REM, čímž okrádá lidi o lidskost. Jak se infekce rozšiřuje, lze věřit už jen méně a méně lidem. Carolin syn se touto infekcí nenakazí, jelikož je vůči této nemoci imunní protože prodělal ADEM a Carol s Benem musí spolupracovat, aby vynalezli lék dříve, než bude zničen celý svět. Carol se tedy snaží zůstat vzhůru, aby neusnula a tím se nestala jedním z nakažených.

## Obsazení
| Nicole Kidman       | Carol Bennell     |
| Daniel Craig        | Ben Driscoll      |
| Jeremy Northam      | Tucker Kaufman    |
| Jackson Bond        | Oliver            |
| Jeffrey Wright      | Stephen Galeano   |
| Veronica Cartwright | Wendy Lenk        |
| Josef Sommer        | Henryk Belicec    |
| Celia Weston        | Ludmilla Belicec  |
| Roger Rees          | Yorish Kagonavich |
| Susan Floyd         | Pam               |
| Adam LeFevre        | Richard Lenk      |
| Joanna Merlin       | Joan Kaufman      |

## Zajímavosti
Ve filmu byl použit telefon od finského výrobce Nokia, konkrétně model 6680.